# 跨境理财通
粤港澳大湾区“跨境理财通”业务（英語：Cross-boundary Wealth Management Connect Scheme in the Guangdong-Hong Kong-Macao Greater Bay Area），简称跨境理财通（英語：Cross-boundary WMC），是由中国内地、香港和澳门监管当局推出的一项针对粵港澳大灣區居民的个人跨境投资便利化安排，于2021年9月正式推出。

## 特点
通過「跨境理財通」，粵港澳大灣區的内地及港澳投资者可以通过区内银行体系建立的闭环式资金管道，跨境投資对方銀行銷售的合资格投资或理財產品。根据资金走向，可分为“北向通”和“南向通”。其中，“北向通”面向港澳投资者，其可通过在大湾区内地银行开立投资专户并汇入资金，购买内地银行销售的合资格投资产品；而“南向通”面向在粤港澳大湾区的内地居民，其可通过在香港或澳门的银行开立投资专户，购买香港或澳门银行销售的合资格投资产品。跨境理财通是首个允许零售投资者直接跨境开设和操作投资户口的银行业务，可促进人民币的跨境流动及使用。

## 历史
“跨境理财通”的概念最早出现于2019年。2019年2月18日，中华人民共和国国务院发布了《粤港澳大湾区发展规划纲要》，其中便提出“扩大香港与内地居民和机构进行跨境投资的空间，稳步扩大两地居民投资对方金融产品的渠道。在依法合规前提下，有序推动大湾区内基金、保险等金融产品跨境交易，不断丰富投资产品类别和投资渠道，建立资金和产品互通机制。”此后，内地与港澳当局开始探讨在大湾区内试点理财通的计划。
2019年11月6日，香港特首林郑月娥在北京宣布了16项中央惠港新措施，当中包括建立跨境理财通机制。2020年5月15日，中国人民银行、银保监会、证监会和外汇局发布《关于金融支持粤港澳大湾区建设的意见》，当中提出探索建立跨境理财通机制。一个月后，中国人民银行、香港金融管理局和澳门金融管理局于6月29日共同发布公告，决定在粤港澳大湾区开展“跨境理财通”业务试点。
2021年9月10日，《粤港澳大湾区“跨境理财通”业务试点实施细则》正式发布，标志着跨境理财通业务正式落地。2021年10月18日，中国人民银行广州分行、中国人民银行深圳市中心支行、香港金融管理局和澳门金融管理局同步公布了首批跨境理财通的试点银行名单。
在公布试点银行名单的一日后，三地银行于10月19日正式开办跨境理财通业务。在开通首日，南向通共录得128笔汇款，涉及金额1,773.3万元；北向通共录得180笔汇款，涉及金额1,538.7万元。
2024年2月26日，“跨境理财通2.0”正式实施，除扩大投资标的范围、降低准入门槛、增加投资额度外，更新增证券公司参与。

## 条件

### 面向人群
跨境理财通“北向通”业务向合资格的港澳投资者开放，其需持有香港身份证或澳门居民身份证（均包括永久性和非永久性居民），并具备投资能力或不属于弱势社群。而“南向通”业务向合资格的内地投资者开放，包括以下限制条件：
- 具有完全民事行为能力；
- 拥有大湾区内地9市（广州、深圳、珠海、佛山、东莞、中山、江门、惠州和肇庆）户籍，或连续缴纳社保或个人所得税满5年；
- 拥有2年以上投资经历；
- 所在家庭最近3个月的金融净资产月末余额不少于100万元或金融总资产月末余额不少于200万元。

### 资金安排
如需投资跨境理财通产品，投资者必须通过互相配对的“汇款专户”及“投资专户”进行。投资者需于所在地银行开设一个专门用作跨境理财通汇款的“汇款专户”，并在投资目的地的合作银行开设一个用作跨境理财通投资的“投资专户。两个账户在互相配对并建立资金闭环管道后，投资者即可通过汇款专户向投资专户汇出资金并开始投资合资格产品。所有跨境资金汇转仅使用人民币，并通过人民币跨境支付系统完成，而货币兑换则在离岸市场完成。
由于跨境理财通的资金实施闭环管理，投资专户仅可接受来自汇款专户跨境汇入的资金和汇回已投资本金及收益，且支出仅用于投资跨境理财通产品及汇出相应投资本金和收益。此外，所有投资者只能在其所在地持有一个汇款专户，港澳投资者在内地仅可持有一个投资专户，而内地投资者可在港澳两地分别持有一个投资专户。

## 参与银行
首批试点参与跨境理财通的银行名单于2021年10月18日公布，其中内地银行21间，香港银行19间，澳门银行7间。当局之后再陆续新增了数批试点银行。
| 中国内地银行         | 中国内地银行                                         | 中国内地银行 | 中国内地银行 | 中国内地银行                                         | 中国内地银行                                         |
| 银行名单             | 网点范围                                             | 北向通       | 南向通       | 合作香港银行                                         | 合作澳门银行                                         |
| -------------------- | ---------------------------------------------------- | ------------ | ------------ | ---------------------------------------------------- | ---------------------------------------------------- |
| 中国工商银行         | 广州、深圳、珠海、东莞、佛山、江门、惠州、中山、肇庆 | 是           | 是           | 中国工商银行（亚洲）                                 | 中国工商银行（澳门）                                 |
| 中国农业银行         | 广州、深圳、珠海、东莞、佛山、江门、惠州、中山、肇庆 | 是           | 是           | 中国农业银行香港分行                                 |                                                      |
| 中国银行             | 广州、深圳、珠海、东莞、佛山、江门、惠州、中山、肇庆 | 是           | 是           | 中国银行（香港）                                     | 中国银行澳门分行                                     |
| 中国建设银行         | 广州、深圳、珠海、东莞、佛山、江门、惠州、中山、肇庆 | 是           | 是           | 中国建设银行（亚洲）                                 | 中国建设银行澳门分行                                 |
| 交通银行             | 广州、深圳、珠海、东莞、佛山、江门、惠州、中山、肇庆 | 是           | 是           | 交通银行（香港）                                     | 交通银行澳门分行                                     |
| 中国邮政储蓄银行     | 广州、深圳、江门、珠海                               | 否           | 是           | 星展银行（香港）                                     |                                                      |
| 招商银行             | 广州、深圳、珠海、东莞、佛山、江门、惠州、中山       | 是           | 是           | 招商永隆银行                                         | 招商永隆银行澳门分行                                 |
| 平安银行             | 广州、深圳、珠海、东莞、佛山、江门、惠州、中山       | 是           | 是           | 华侨银行（香港）、香港上海汇丰银行                   | 大丰银行                                             |
| 广发银行             | 广州、深圳、珠海、东莞、佛山、江门、惠州、中山、肇庆 | 是           | 是           | 花旗银行（香港）                                     | 广发银行澳门分行                                     |
| 上海浦东发展银行     | 广州、深圳、珠海、东莞、佛山、江门、惠州、中山、肇庆 | 是           | 是           | 上海浦东发展银行香港分行、南洋商业银行               |                                                      |
| 中国民生银行         | 广州、深圳、珠海、佛山、东莞、中山、惠州、江门       | 是           | 是           | 中国民生银行香港分行                                 |                                                      |
| 兴业银行             | 广州、深圳、珠海、东莞、佛山、江门、惠州、中山、肇庆 | 是           | 是           | 兴业银行香港分行                                     |                                                      |
| 兴业银行             | 广州、珠海、东莞、佛山、江门、惠州、中山、肇庆       | 是           | 是           | 创兴银行                                             | 澳门发展银行                                         |
| 中信银行             | 广州、深圳、珠海、东莞、佛山、江门、惠州、中山、肇庆 | 是           | 是           | 中信银行（国际）                                     |                                                      |
| 渣打银行（中国）     | 广州、深圳、珠海、佛山                               | 是           | 是           | 渣打银行（香港）                                     |                                                      |
| 东亚银行（中国）     | 广州、深圳、珠海、东莞、佛山、江门、惠州、中山、肇庆 | 是           | 是           | 东亚银行                                             |                                                      |
| 汇丰银行（中国）     | 广州、深圳、珠海、东莞、佛山、江门、惠州、中山、肇庆 | 是           | 是           | 香港上海汇丰银行                                     |                                                      |
| 恒生银行（中国）     | 广州、深圳、东莞、佛山、中山                         | 是           | 是           | 恒生银行                                             |                                                      |
| 澳门国际银行         | 广州、珠海（横琴）、东莞、佛山、惠州                 | 是           | 是           |                                                      | 澳门国际银行                                         |
| 南洋商业银行（中国） | 广州、深圳、珠海、东莞、佛山                         | 是           | 是           | 南洋商业银行                                         |                                                      |
| 星展银行（中国）     | 广州、深圳                                           | 是           | 是           | 星展银行（香港）                                     |                                                      |
| 大新银行（中国）     | 广州、深圳、佛山                                     | 否           | 是           | 大新银行                                             |                                                      |
| 光大银行             | 广州、珠海、东莞、佛山、中山、惠州、肇庆、江门       | 是           | 否           | 光大银行香港分行                                     |                                                      |
| 創興銀行             | 广州、珠海、东莞、佛山                               | 否           | 是           | 创兴银行                                             |                                                      |
| 厦门国际银行         | 珠海                                                 | 是           | 是           | 集友银行                                             | 澳门国际银行                                         |
| 华侨永亨银行（中国） | 珠海、深圳                                           | 是           | 否           |                                                      | 华侨银行（澳门）                                     |
| 富邦华一银行         | 广州、深圳                                           | 否           | 是           | 富邦银行（香港）                                     |                                                      |
| 上海银行             | 深圳                                                 | 是           | 是           | 上海商业银行                                         |                                                      |
| 深圳农村商业银行     | 深圳                                                 | 否           | 是           | 星展银行（香港）                                     |                                                      |
| 广州银行             | 广州、珠海、东莞、佛山、江门、惠州、中山、肇庆       | 是           | 是           | 大新银行                                             |                                                      |
| 东莞银行             | 广州、深圳、珠海、东莞、佛山、惠州、中山             | 否           | 是           | 大新银行                                             |                                                      |
| 东莞农村商业银行     | 广州、东莞、珠海、惠州                               | 否           | 是           | 南洋商业银行                                         |                                                      |
| 珠海农村商业银行     | 珠海                                                 | 是           | 是           |                                                      | 澳门发展银行                                         |
| 香港银行             |                                                      |              |              |                                                      |                                                      |
| 银行名单             | 银行名单                                             | 北向通       | 南向通       | 合作内地银行                                         | 合作内地银行                                         |
| 上海商业银行         | 上海商业银行                                         | 是           | 是           | 上海银行                                             | 上海银行                                             |
| 上海浦东发展银行     | 上海浦东发展银行                                     | 是           | 是           | 上海浦东发展银行                                     | 上海浦东发展银行                                     |
| 大新银行             | 大新银行                                             | 否           | 是           | 大新银行（中国）、东莞银行                           | 大新银行（中国）、东莞银行                           |
| 大新银行             | 大新银行                                             | 是           | 是           | 广州银行                                             | 广州银行                                             |
| 中信银行（国际）     | 中信银行（国际）                                     | 是           | 是           | 中信银行                                             | 中信银行                                             |
| 光大银行             | 光大银行                                             | 是           | 否           | 光大银行                                             | 光大银行                                             |
| 中国工商银行（亚洲） | 中国工商银行（亚洲）                                 | 是           | 是           | 中国工商银行                                         | 中国工商银行                                         |
| 中国建设银行（亚洲） | 中国建设银行（亚洲）                                 | 是           | 是           | 中国建设银行                                         | 中国建设银行                                         |
| 中国民生银行         | 中国民生银行                                         | 是           | 是           | 中国民生银行                                         | 中国民生银行                                         |
| 中国农业银行         | 中国农业银行                                         | 是           | 是           | 中国农业银行                                         | 中国农业银行                                         |
| 中国银行（香港）     | 中国银行（香港）                                     | 是           | 是           | 中国银行                                             | 中国银行                                             |
| 交通銀行（香港）     | 交通銀行（香港）                                     | 是           | 是           | 交通银行                                             | 交通银行                                             |
| 招商永隆银行         | 招商永隆银行                                         | 是           | 是           | 招商银行                                             | 招商银行                                             |
| 东亚银行             | 东亚银行                                             | 否           | 是           | 东亚银行（中国）                                     | 东亚银行（中国）                                     |
| 花旗银行（香港）     | 花旗银行（香港）                                     | 是           | 是           | 广发银行                                             | 广发银行                                             |
| 南洋商业银行         | 南洋商业银行                                         | 否           | 是           | 南洋商业银行（中国）、上海浦东发展银行               | 南洋商业银行（中国）、上海浦东发展银行               |
| 南洋商业银行         | 南洋商业银行                                         | 是           | 是           | 东莞农村商业银行                                     | 东莞农村商业银行                                     |
| 恒生银行             | 恒生银行                                             | 是           | 是           | 恒生银行（中国）                                     | 恒生银行（中国）                                     |
| 星展银行（香港）     | 星展银行（香港）                                     | 否           | 是           | 星展银行（中国）、中国邮政储蓄银行、深圳农村商业银行 | 星展银行（中国）、中国邮政储蓄银行、深圳农村商业银行 |
| 香港上海汇丰银行     | 香港上海汇丰银行                                     | 是           | 是           | 汇丰银行（中国）、平安银行                           | 汇丰银行（中国）、平安银行                           |
| 创兴银行             | 创兴银行                                             | 否           | 是           | 创兴银行                                             | 创兴银行                                             |
| 创兴银行             | 创兴银行                                             | 是           | 是           | 兴业银行                                             | 兴业银行                                             |
| 富邦银行（香港）     | 富邦银行（香港）                                     | 否           | 是           | 富邦华一银行                                         | 富邦华一银行                                         |
| 渣打银行（香港）     | 渣打银行（香港）                                     | 是           | 是           | 渣打银行（中国）                                     | 渣打银行（中国）                                     |
| 华侨银行（香港）     | 华侨银行（香港）                                     | 是           | 是           | 平安银行                                             | 平安银行                                             |
| 华侨银行（香港）     | 华侨银行（香港）                                     | 是           | 否           | 华侨永亨银行（中国）                                 | 华侨永亨银行（中国）                                 |
| 集友银行             | 集友银行                                             | 是           | 是           | 厦门国际银行                                         | 厦门国际银行                                         |
| 兴业银行             | 兴业银行                                             | 是           | 是           | 兴业银行                                             | 兴业银行                                             |
| 澳门银行             |                                                      |              |              |                                                      |                                                      |
| 银行名单             | 银行名单                                             | 北向通       | 南向通       | 合作内地银行                                         | 合作内地银行                                         |
| 中国银行澳门分行     | 中国银行澳门分行                                     | 是           | 是           | 中国银行                                             | 中国银行                                             |
| 交通银行澳门分行     | 交通银行澳门分行                                     | 是           | 是           | 交通银行                                             | 交通银行                                             |
| 中国建设银行澳门分行 | 中国建设银行澳门分行                                 | 是           | 是           | 中国建设银行                                         | 中国建设银行                                         |
| 广发银行澳门分行     | 广发银行澳门分行                                     | 是           | 是           | 广发银行                                             | 广发银行                                             |
| 招商永隆银行澳门分行 | 招商永隆银行澳门分行                                 | 是           | 是           | 招商银行                                             | 招商银行                                             |
| 中国工商银行（澳门） | 中国工商银行（澳门）                                 | 是           | 是           | 中国工商银行                                         | 中国工商银行                                         |
| 澳门国际银行         | 澳门国际银行                                         | 是           | 是           | 澳门国际银行广州分行、厦门国际银行                   | 澳门国际银行广州分行、厦门国际银行                   |
| 华侨银行（澳门）     | 华侨银行（澳门）                                     | 是           | 否           | 华侨永亨银行（中国）                                 | 华侨永亨银行（中国）                                 |
| 大丰银行             | 大丰银行                                             | 是           | 否           | 平安银行                                             | 平安银行                                             |
| 澳门发展银行         | 澳门发展银行                                         | 是           | 是           | 兴业银行、珠海农村商业银行                           | 兴业银行、珠海农村商业银行                           |